# Kedrovi
Kedrovi (ruski: Кедровый), grad u Rusiji, u Tomskoj oblasti. Nalazi se na 57° 37' sjever i 79° 46' istok, u dolini rijeke Čuzika (pritoke rijeke Oba), nedaleko od sela Pudina.
Broj stanovnika: 2.500 (2001.)
Kedrovi ima status "grada oblasne podčinjenosti".
Osnovan je 1982., a gradski status ima od 1987.
Ima svoju zračnu luku. 

Vremenska zona: Moskovsko vrijeme+3